# Telesto (måne)
Telesto er en af planeten Saturns måner: Den blev opdaget 8. april 1980, af astronomerne Smith, Reitsema, Larson og Fountain, som fandt Telesto ved observationer fra jordbaserede observatorier. Den fik umiddelbart den midlertidige betegnelse 1980 S 13, men i 1983 vedtog den Internationale Astronomiske Union formelt at opkalde den efter Telesto, som ifølge den græske mytologi er datter af Okeanos og Tethys. Der ud over har månen også betegnelsen Saturn XIII.
Telesto deler omløbsbane med månen Tethys på den måde, at Telesto ligger i Lagrange-punktet L4 i forhold til Tethys-Saturn-systemet. Ved L5-punktet i samme system finder man månen Calypso.

## Telestos overflade og indre
Telesto har en meget lav massefylde, som tyder på at den så godt som udelukkende består af vand-is. Dette underbygges af en albedo på meget nær ved 100%.